# La Cicatrice (film, 1942)
Pour les articles homonymes, voir La Cicatrice.

La Cicatrice (The Silver Bullet) est un film américain réalisé par Joseph H. Lewis, sorti en 1942.

## Synopsis
Un cow-boy part à la recherche de l'homme balafré qui lui a tiré dans le dos et a tué son père. La traque va durer cinq ans.

## Fiche technique
- Titre original : The Silver Bullet
- Réalisation : Joseph H. Lewis
- Scénario : Elizabeth Beecher
- Histoire : Oliver Drake
- Producteur : Oliver Drake
- Photographie : Charles Van Enger
- Montage : Maurice Wright
- Genre : Western[3]
- Production : Universal Pictures
- Distributeur : Universal Pictures
- Durée : 56 minutes
- Date de sortie : 5 août 1942[1]

## Distribution
- Johnny Mack Brown : 'Silver Jim' Donovan
- Fuzzy Knight : Wild Bill Jones
- William Farnum : Dr. Thad Morgan
- Jennifer Holt : Nancy Lee
- LeRoy Mason : Walter Kincaid
- Rex Lease : Rance Harris
- Grace Lenard : Queenie Canfield
- Claire Whitney : Emily Morgan
- Slim Whitaker : Buck Dawson
- Michael Vallon : Nevada Norton
- Merrill McCormick as Pete Sleen
- Nora Lou Martin : Nora